# Regine Heinecke
Regine Heinecke (auch Regine Grube-Heinecke, * 20. August 1936 in Zwickau; † 7. November 2019) war eine deutsche Malerin, Grafikerin und Illustratorin.

## Leben
Regine Heinecke absolvierte von 1950 bis 1953 eine Ausbildung zur Lithografin und Offsetretuscheurin. Nach einem Abendstudium an der Hochschule für Grafik und Buchkunst Leipzig von 1953 bis 1954 arbeitete sie ab 1957 als freischaffende Künstlerin in Leipzig und zuletzt in Bobenneukirchen. Max Schwimmer empfahl ihr die Kinderbuchillustration als Arbeitsschwerpunkt, nicht zuletzt wegen der großen Gestaltungsfreiheit in diesem Genre.
Unter dem Namen Regine Grube-Heinecke war sie mit 80 Publikationen eine der bekanntesten Illustratorinnen für Kinder- und Jugendbücher in der DDR. Klassiker der Märchenliteratur, wie der Brüder Grimm und Wilhelm Hauff, aber auch Bilderbücher für Vor- und Grundschüler schmückte Heinecke in den folgenden Jahren mit ihrer oft skurril-humorvollen, poetisch-phantastischen Ikonografie. In scheinbar sehr einfachen, prägnant kurzen Büchlein für Kinder von vier Jahren an, wie etwa Der Mond im Froschteich von 1978 und Der eingebildete Regentropfen, beide mit Texten von Erni Simmich, gelang ihr eine subtile und eben dadurch auch kindgerechte Gesellschaftskritik. 
Außerdem entstanden mehrere, teils deftige Werke für Erwachsene, wie die Liedersammlung Mein Liebchen hat ein Etwas 1968, Amors Zeugnis 1976, Liebesgedichte einer schönen Lyoneser Seilerin 1978, Dieter Muckes Die Sorgen des Teufels 1979, Manfred Pieskes Märchensammlung Vom viel zu kleinen Glückspfennig 1981, oder Science-Fiction, wie der Band Der Hafen der steinernen Stürme mit sechs Erzählungen des Russen Genrich Altow 1977.
Bilderfindungen von Regine Heinecke, etwa für Alfred Könners Weine nicht, sagte der Baum von 1980, das den Vermerk Für Kinder von 4 Jahren an trägt, oder Dieter Muckes Das Nilpferd und das Heupferd und das Seepferd von 1983 mit dem Vermerk Für Kinder ab 3 Jahren und für Winfried Völlgers Der Windhahn 1982 erinnern eher an symbolistische Gemälde als an die gewohnte Kinderbuch-Ästhetik.
Ihre Meisterschaft als Druckgrafikerin zeigte Regine Grube-Heinecke u. a. in neun Kaltnadelradierungen zu Scholem Alejchems Methusalem (Altberliner Verlag, Berlin 1988).
Regine Heinecke war bis 1990 Mitglied des Verbands Bildender Künstler der DDR.
Die Museen Schloss Voigtsberg in Oelsnitz/Vogtland, die das Gesamtwerk der Künstlerin mit 2700 Originalen seit 2008 beherbergen, machten seit August 2013 in der Dauerausstellung Illusorium einen kleinen Teil ihres gestalterischen Œuvres der Öffentlichkeit zugänglich.

## Fotografische Darstellung Regine Grube-Heineckes
- Klaus Morgenstern: Regine Grube-Heinecke (1989)[3]

## Ausstellungen (unvollständig)

### Einzelausstellung
- 1985: Leipzig, Georg-Maurer-Bibliothek (Illustrationen)

### Ausstellungsbeteiligungen
- 1965 bis 1985: Leipzig, fünf Bezirkskunstausstellungen
- 1975: Schwerin, Staatliches Museum („Farbige Grafik in der DDR“)
- 1977/1978, 1982/1983 und 1988/1989: Dresden, VIII. bis X. Kunstausstellung der DDR
- 1979: Berlin, Ausstellungszentrum am Fernsehturm („Die Buchillustrationen in der DDR. 1949 – 1979“)

## Ehrungen
- Es ist geplant, die 157. Schule in Leipzig-Leutzsch 2024 nach ihr zu benennen.[4]